# Peña Olvidada
Peña Olvidada es una cumbre del Macizo Central de los Picos de Europa o macizo de los Urrieles, en Cantabria.
Es el contrafuerte sur de Peña Vieja, formando ambos picos parte de una larga cresta. Recibe este nombre porque al estar junto a Peña Vieja, el pico más alto de Cantabria, no se le nombra mucho. Se ve desde la estación "El Cable" del Teleférico de Fuente Dé.